# Пути Немезиды
Пути Немезиды (англ. The Nemesis from Terra) другое название Тень над Марсом (англ. Shadow Over Mars) — дебютный научно-фантастический роман американской писательницы Ли Брэкетт, впервые опубликованный в 1944 году.
В 2020 году роман был удостоен премии «Ретро-Хьюго» за 1945 год как лучший роман. Роман переведён на русский язык.

## Публикация
Был впервые опубликован в осеннем выпуске журнала «Startling Stories» за 1944 год под названием «Тень над Марсом» (англ. Shadow Over Mars). Его первая книжная публикация вышла в свет в 1961 году. Роман был напечатан издательством Ace Books в рамках книжной серии Ace Double вместе с романом Роберта Сильверберга «Курс на столкновение». В рамках этого издания роман был переименован в «Пути Немезиды» (The Nemesis from Terra).

## Краткое содержание
Как и большая часть произведений Брэкетт, действие романа происходит на Марсе, где нарастает напряжённость между людьми и марсианами. Люди работающие на производстве фактически находящимися в рабстве у Горнорудной компании. В начале романа главный герой Рик Уркхарт пытается сбежать из Компании, вскоре он встречает марсианина, который делает пророчество, что в конечном итоге он будет править планетой. В результате конфликта, в целях самообороны, он убивает марсианина. Немногим позже Компания настигает беглеца и отправляет обратно работать в шахты.
Однако ему удаётся снова сбежать, он встречает активистку движения за права марсиан Мэйо МакКолл. Оказавшись среди марсиан он вынужден искупить свою вину за убийство их соплеменника, но после неудавшегося восстания Рик становится лидером марсианского сопротивления. Чтобы узнать свою судьбу и спасти Мэйо, которую похищают, Рик отправляется на марсианский Северный полюс в дом таинственных «Мыслителей».

## Отзывы
В 2012 году Рич Хортон дал положительный отзыв о романе, охарактеризовав его как «достойную работу, ранней Брэкетт в более жёстком и циничном стиле, чем в поэтическом стиле, который она позже для себя открыла». Критик нашёл политику марсианского восстания особенно интересной, но заметил, что она не очень хорошо сочетается с другими историями Брэкетт о Марсе.